# Can Mas de Dalt
Can Mas de Dalt és una masia al poble de Bigues (municipi de Bigues i Riells, l Vallès Oriental). És el sector oest del poble de Bigues, ja ratllant l'antic terme de Riells del Fai. És la masia més allunyada del Rieral de Bigues en direcció a ponent. És a l'esquerra del torrent del Quirze, al nord-oest de Can Prat de la Riba, al sud-est del Turó d'en Vileu i a ponent del Pla de Can Torroella. És en el vessant de migdia de l'extrem occidental dels Tripons.
Es tracta d'una casa petita, però antiga. Probablement data, almenys, del segle xviii. Prop seu, més al nord, enmig d'unes oliveres, hi ha la moderna capella de Sant Ferran de Can Mas de Dalt.
S'hi accedeix per una pista rural en bon estat que arrenca del punt quilomètric 23,1 de la carretera BP-1432, des d'on surt cap al nord-est i en 600 metres mena fins a la masia de Can Prat de la Riba. Des d'aquesta masia, en 100 metres més un camí rural en bon estat cap al nord mena a Can Mas de Dalt.
Està inclosa a l'Inventari del patrimoni cultural i en el Catàleg de masies i cases rurals de Bigues i Riells.